# Maria Helena Vieira da Silva
Maria Helena Vieira da Silva [ˈvi̯ɐi̯ɾɐ ðɐ ˈsilvɐ] französiert Marie-Hélène Vieira da Silva [maˈʀi eˈlɛn vjeˈʀa dasilˈva] (* 13. Juni 1908 in Lissabon; † 6. März 1992 in Paris) war eine portugiesisch-französische Malerin abstrakter Kunst und Grafikerin, die internationale Bekanntheit erlangte.

## Leben
Maria Helena Vieira da Silva stammte aus einer wohlhabenden portugiesischen Familie, die ihre künstlerischen Neigungen von Kindheit an unterstützte. In Lissabon studierte Vieira an der Academia de Belas-Artes. 1928 ging sie nach Paris, wo sie Bildhauerei unter Antoine Bourdelle (Académie de la Grande Chaumière) und Charles Despiau (Académie Scandinave) studierte, dann aber, unter Einfluss Fernand Légers und Stanley William Hayters 1929 mit der Malerei begann, woraufhin sich von 1930 bis 1932 ein Studium bei Léger und Roger Bissière an der Académie Ranson anschloss. 1929 begegnete sie dem ungarischen Maler Arpad Szenès (1897–1985), den sie 1930 heiratete. 1931 stellte sie erstmals einige ihrer Bilder im Salon des Surindépendants und Salon d’Automne aus. 1933 folgt ihre erste Einzelausstellung in der Galerie Jeanne Bucher.
Die Künstlerin lebte (mit Ausnahme der Jahre 1940–1947, in denen sie nach Brasilien emigrierte) in Paris und nahm 1956 die französische Staatsangehörigkeit an. Es gelang ihr nicht, die durch die Heirat verlorene portugiesische Staatsangehörigkeit zurückzuerhalten.
Vieira gewann unter anderem Preise auf der Biennale von São Paulo 1961 und als erste Frau den französischen Grand Prix National des Arts 1966. Fast alle europäischen und amerikanischen Museen von Rang haben Werke von Maria Helena Vieira da Silva erworben.

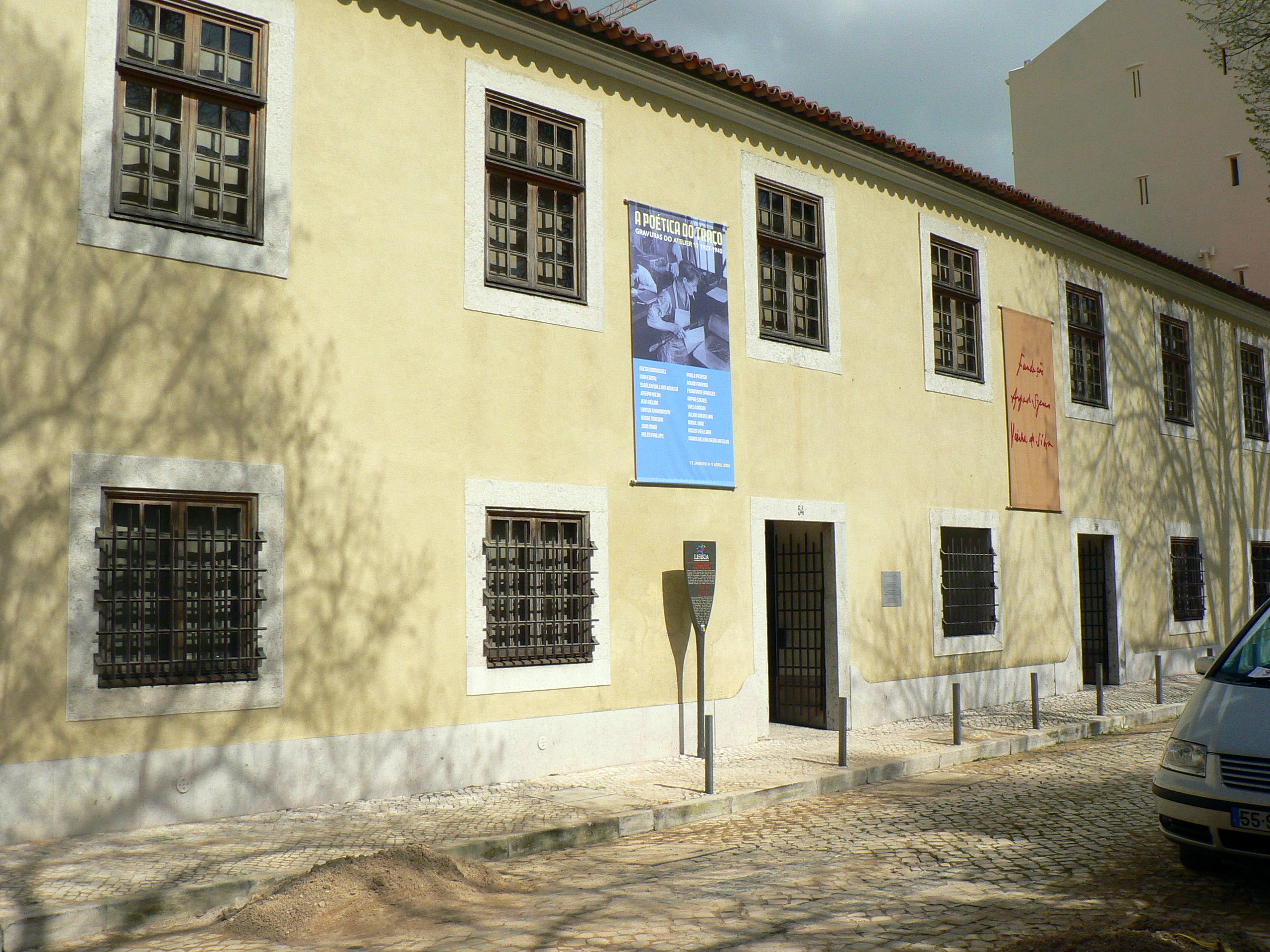
Fundação Arpad Szenes-Vieira da Silva, Lissabon

Ihr Werk zeichnet sich durch die Verwendung eines Liniengitters aus, das eine räumliche Komponente in ihren abstrakten Bildern schafft.
Maria Helena Vieira da Silva war Teilnehmerin der documenta 1 (1955), der documenta II (1959) und auch der documenta III im Jahr 1964 in Kassel.
1979 wurde sie zum Ritter der Ehrenlegion geschlagen. 1984 wird ihr die 1. Internationale Biennale der Zeichnung in Clermont-Ferrand gewidmet. Neben anderen Auszeichnungen (z. B. dem Florence-Gould-Preis in Paris und dem Großen Preis Antena I in Lissabon 1986) wurde sie 1988 zum Ehrenmitglied der britischen Royal Academy of Arts gewählt. Nach ihr wurde 2013 der Krater Vieira da Silva auf dem Merkur benannt.

## Kunst
Schon früh waren Selbstzweifel, Melancholie und Todesangst wichtige Themen im Werk da Silvas, mit denen sie sich bis zu ihrem Tod auseinandersetzte.
Das Frühwerk ist geprägt von surrealistischen, gegenständlichen Bildern mit mythologischen Bezügen.
In Paris begann die Künstlerin mit einer Serie von räumlichen Darstellungen. Ausweglos scheinende Raumfluchten, deren Wände und Decken mit einem teilweise verzerrten Schachbrettmuster bedeckt sind, verschachteln und verschränken sich auf irreale Weise. Bekannt ist vor allem die Darstellung einer großen Bibliothek.
Mit der Zeit verloren diese Bilder mehr und mehr ihre Perspektive und wurden schließlich zu den flach angelegten, deshalb aber nicht weniger tiefen, Labyrinth-Bildern, für die da Silva heute bekannt ist. Der Betrachter blickt auf ein scheinbar ungeordnetes Geflecht von Linien und Feldern, wandert mit den Augen über die Grate, glaubt hier und da Räume zu erkennen und landet schließlich in einem hervorstechenden Bereich hellen Lichts, das wie ein Durchbruch in eine andere Ebene erscheint.
Die oft schwermütige Künstlerin sah den Tod als einen erlösenden Moment am Ende eines Lebens voller Irrungen und Wirrungen an, sehnte ihn gar herbei und räumte ihm eine exponierte Stellung in ihrem Werk ein. Je älter sie selbst wurde und je näher sie ihren eigenen Tod rücken sah, desto lichter wurden die Labyrinth-Bilder. Das Linien-Geflecht wird dünner, bricht gleichsam auf und gibt den Blick auf das dahinterliegende Licht frei.
1992, in den letzten Stunden vor ihrem Tod, malte da Silva eine Reihe von vier Bildern. Darin illustriert sie ihre Begegnung mit dem Tod, dargestellt als eine vermummte Gestalt mit langem Gewand, die aber in der für da Silva typischen irisierenden Malweise nur angedeutet ist und mit dem Hintergrund verfließt. Ein Blick zurück zeigt noch einmal die Perspektiven und Raumfluchten des zurückliegenden Lebens. Im letzten Bild steht der Betrachter direkt an der Schwelle. Lediglich ein Streifen am Rand des Bildes, wie ein Türrahmen, zeigt, dass der letzte Schritt noch nicht gemacht ist.

## Werke
- As Bandeiras Vermelhas (1939, 80 × 140 cm);
- Les Drapeaux (1939, Kunstsammlung Nordrhein-Westfalen, 80 × 140 cm);
- Le désastre ou La guerre (1942, 81 × 100 cm);
- Autoportrait (1942, 49 × 40,3 cm);
- História Trágico-Marítima (1944, 81,5 × 100 cm);
- Libération de Paris (1944, 46 × 55 cm);
- O Passeante Invisível (1949–1951, 132 × 168 cm);
- O Quarto Cinzento (Grauer Raum, 1950, Tate Gallery, London, 65 × 92 cm);
- Composition (1952, Kunstmuseum Bern, 33 × 41 cm)
- Hochbahn, 1955
- L'Allée Urichante (1955, 81 × 100 cm);
- Les Grandes Constructions (1956, 136 × 156,5 cm);
- Londres (London, 1959, 162 × 146 cm);
- Landgrave (1966, 113,6 × 161 cm);
- Bibliothèque en Feu (1974, 158 × 178 cm);

## Ausstellungen
- 1958: Vieira da Silva, Kestner-Gesellschaft, Hannover; anschließend Kunsthalle Bremen und Kunst- und Museumsverein Wuppertal.
- 1958: Pittsburgh International (heute: Carnegie Museum of Art, Pittsburgh)
- 1961: Maria Helena Vieira da Silva, Kunsthalle Mannheim
- 1964: Musée de Grenoble, Frankreich; Galleria civica d’arte moderna e contemporanea, Turin, Italien
- 1991: Museu Fundación Juan March, Palma de Mallorca
- 2016: Vieira da Silva, l’espace en jeu, Musée d’art moderne de Céret

## Gedenken

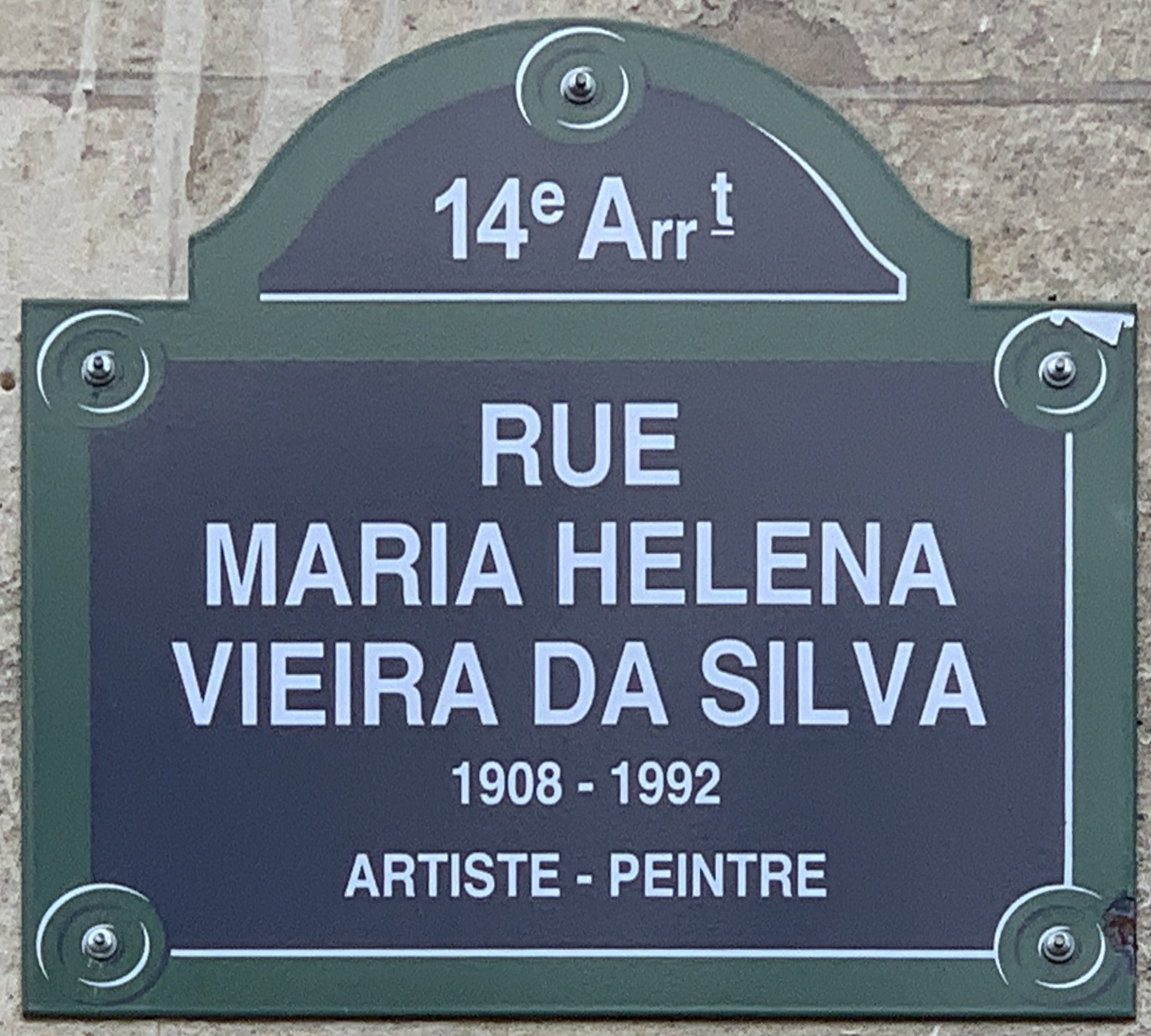
Straßenschild der Rue Maria Helena Vieira Silva im 14. Arrondissement von Paris.

In Lissabon zeigt das Museum der Stiftung Fundação Arpad Szenes-Vieira da Silva Leben und Werk von Vieira und Szenes.
Nach Maria Helena Vieira da Silva sind Straßen u. a. in Paris (im Quartier Broussais, 2019 eröffnet), Lissabon (die Avenida Maria Helena Vieira da Silva in der Stadtgemeinde Lumiar), Quelfes, Nossa Senhora da Vila, Grândola, Frielas, Algueirão-Mem Martins, Lagos, Tavira und Santarém benannt.
In Carnaxide wurde die Grundschule Escola Básica Vieira da Silva nach ihr benannt.
Filme
Der portugiesische Regisseur José Álvaro Morais drehte 1978 den Dokumentarfilm Ma Femme Chamada Bicho (französisch-portugiesisch für: Meine Frau namens Tier) über das Künstlerpaar Vieira-Szenes, in dem sich zudem Künstler und Kunsthistoriker wie Mário Cesariny, Guy Wellen, Maria Lek, Dora Vallier, Jeanne Bucher, Jean-François Jaeger, Sophia de Mello Breyner Andresen und Agustina Bessa-Luís zu Leben und Werk der beiden äußern.
Es folgt eine Auswahl an Filmen über bzw. mit Maria Helena Vieira da Silva:
- 2021: Vierarpad; R: João Mário Grilo
- 2005: Vieira da Silva – A Memória do Mundo (Fernseh-Dokumentation)
- 1988: Gente de Sucesso (port. Fernsehserie, eine Folge über Maria Helena Vieira da Silva)
- 1986: Vieira Da Silva: Arpad Szenes, images partagées; R: Charles Chaboud
- 1978: Ma Femme Chamada Bicho; R: José Álvaro Morais
- 1975: The Challenge... A Tribute to Modern Art; R: Herbert Kline
- 1973: Mestiça, a Escrava Indomável; R: Lenita Perroy (Schauspielrolle)
- 1961: L'art et les hommes (frz. Fernsehserie, Folge Pourquoi Paris en 1960?)